# Marcin Józef Dańkiewicz
Marcin Józef Dańkiewicz (Dańkowicz) herbu Prawdzic (zm. 1813) – chorąży grodzieński i sędzia graniczny grodzieński, skarbnik grodzieński w latach 1786–1798, cześnik parnawski w latach 1774–1775, konsyliarz powiatu grodzieńskiego w konfederacji generalnej Wielkiego Księstwa Litewskiego konfederacji targowickiej w 1792 roku.